# Barquillo
Le barquillo est une pâtisserie croustillante en forme de gaufrette roulée, originaire d'Espagne. Il est fabriqué à partir des ingrédients de base d'un biscuit, à savoir de la farine, du sucre, des blancs d'œuf et du beurre, roulés finement puis façonnés en un tube ou un cône. Il était traditionnellement vendu par des vendeurs en bord de route appelés barquilleros qui portent une boîte à roulette rouge caractéristique (la ruleta de barquillero). Il a été introduit en Amérique latine et aux Philippines à l'époque coloniale. En Espagne et dans les anciennes colonies espagnoles, les barquillos sont généralement considérés comme un type de biscuit de Noël. Il est également populaire lors de diverses fiestas. Il s'est répandu dans les pays voisins et est aujourd'hui extrêmement populaire dans les pays d'Asie de l'Est et du Sud-Est,,.

## Description
Les barquillos sont des gaufrettes fines faites de farine, de sucre, de blancs d'œuf et de beurre qu'on roule en forme de long tube ou de cône. Ils peuvent également être vendus simplement pliés deux fois en éventail. En Espagne, il était traditionnellement vendu par des vendeurs ambulants au bord des routes, appelés barquilleros (ou barquilleras), lors d'événements festifs. À Madrid, les barquilleros sont particulièrement associés à la fête de San Isidro Labrador, où les vendeurs sont généralement habillés en castizo (chulapo).